# Rebecca Latimer Felton
Rebecca Ann Latimer Felton (Decatur, 10 de juny de 1835 - Atlanta, 24 de gener de 1930) va ser una escriptora, professora, reformista, i durant poc temps, política estatunidenca, que es va convertir en la primera dona a ser membre del Senat dels Estats Units, nomenada el 21 de novembre de 1922, i ocupant el càrrec fins a l'endemà. A 87 anys, va ser també la senadora novençana de més edat en accedir al Senat.

## Primers anys i matrimoni
Felton va assistir a escoles públiques i es va graduar el 1852 a la Universitat Femenina Madison. Es va traslladar al comtat de Bartow, Geòrgia, el 1854, on va fer classes en una escola. Va ser una escriptora, lectora i reformista amb un interès especial per l'agricultura, el dret al vot de les dones, la lliga contra l'alcohol i la segregació racial, de la qual era una ferma partidària.
El marit de Felton, William Harrel Felton, va ser un ministre metodista amb un interès similar per l'agricultura. Va servir com a secretària al seu marit quan aquest va ser triat com a Demòcrata Independent per a la Cambra de Representants dels Estats Units, des de 1884 fins a 1890. Va morir el 24 de setembre de 1909 als 86 anys, quan Rebecca Felton tenia 64.

## Senadora
El 1922, el governador Thomas W. Hardwick va ser un candidat per a la següent elecció general al Senat, quan el Senador Thomas I. Watson va morir prematurament. Buscava designar una persona que no fos un competidor en les pròximes eleccions especials per cobrir el lloc vacant, i una manera d'assegurar-se el nou vot femení descontent per la seva oposició a la dinovena esmena, Hardwick va triar a Felton per servir com a Senadora el 3 de octubre de 1922.
El Congrés no comptava reunir-se de nou fins després de l'elecció, per això hi havia poques possibilitats que Felton pogués ser nomenada formalment com a Senadora. No obstant això, Walter F. George va guanyar l'elecció especial malgrat l'estratagema de Hardwick. En comptes de prendre possessió del seu escó immediatament, quan el Senat es va convocar de nou el 21 de novembre de 1922, George va permetre a Felton ser oficialment investida en el càrrec. Felton es va convertir així en la primera dona a ocupar un escó al Senat, i va servir fins que George va deixar el càrrec el 22 de novembre de 1922, un dia després.

## Darrers anys
Felton va ser contractada com a escriptora i conferenciant i va residir a Cartersville, Geòrgia, fins a la seva mort a Atlanta, Geòrgia. Va ser enterrada al cementiri Oak Hill a Cartersville.

## Obra (selecció)
- My Memoirs of Georgia Politics (1911)
- Country Life in Georgia in the Days of my Youth (1919)
- The Romantic Story of Georgia's Women (1930)